# Dietmar Constantini

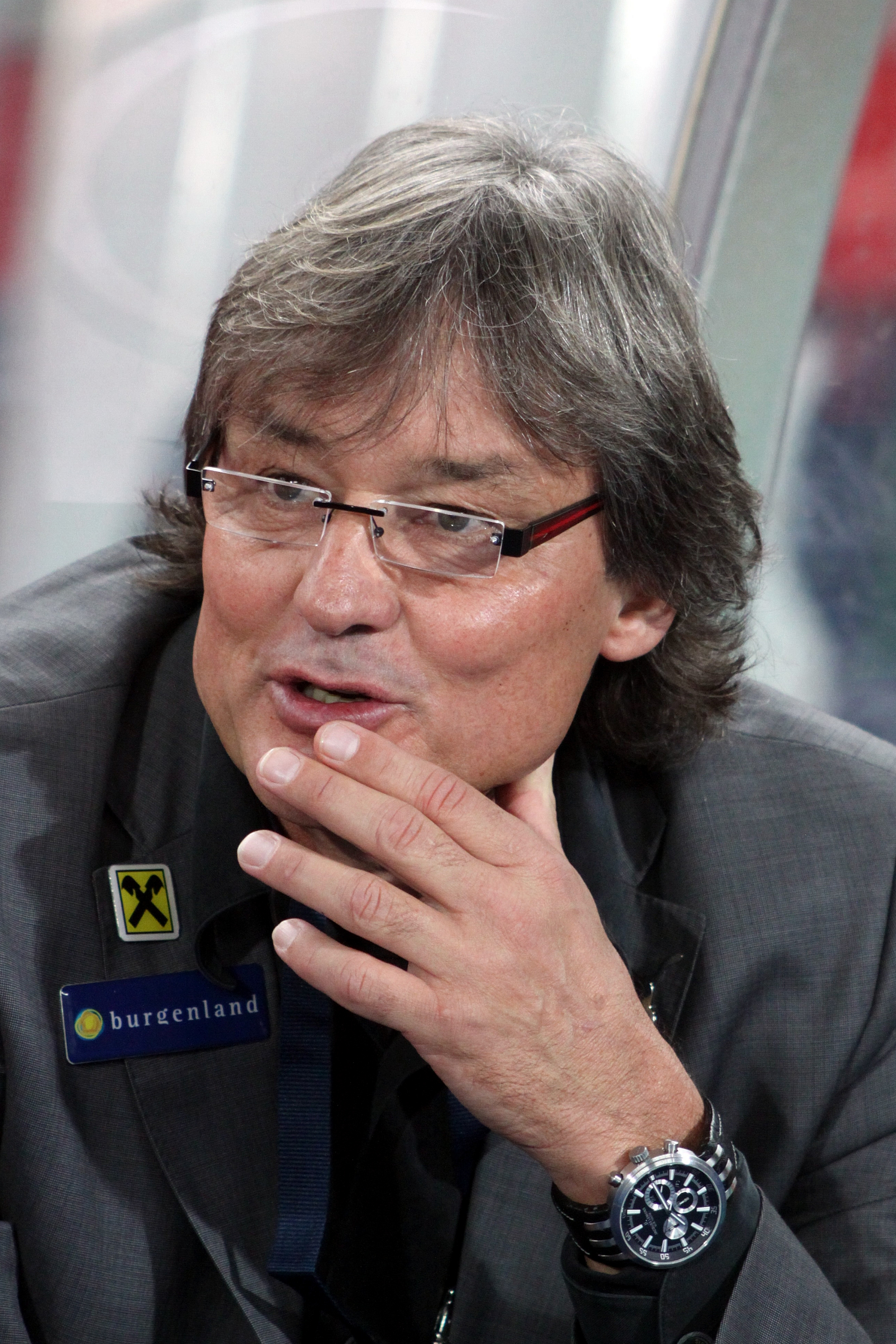
Dietmar Constantini med Österrikes landslag i november 2009.

Dietmar "Didi" Constantini, född 30 maj 1955 i Innsbruck, Tyrolen, död 18 december 2024, var en österrikisk fotbollsspelare och tränare. 
Constantini var österrikisk förbundskapten från 2009 till 2011. Han var tidigare tillfällig förbundskapten (1991 och 1992) och assisterande förbundskapten (1991–1992 och 1999–2001). Han tränade också bland annat FK Austria Wien (2001–2002, 2008), LASK Linz (1993) och Rapid Wien (1989–1991).